# Jean-Antoine Lafargue de Grangeneuve
Jean-Antoine Lafargue de Grangeneuve (4. prosince 1751 v Bordeaux – 21. prosince 1793 tamtéž) byl francouzský právník a politik za francouzské revoluce.

## Životopis
Jako syn parlamentního advokáta se sám stal před rokem 1789 známým právníkem. Po vypuknutí revoluce se k ní nadšeně přidal a založil v Bordeaux Société populaire. Dne 3. září 1791 byl zvolen do Národního zákonodárného shromáždění, kde se připojil k Brissotovi.
Zástupce z departementu Gironde zpočátku zastával radikální postoje. Ostře vystupoval proti emigrantům a (spolu s Brissotem) vyzýval k válce proti konzervativním evropským mocnostem. Byl také prvním zástupcem, který měl na oficiálním zasedání frygickou čapku. Po pádu krále se však Grangeneuve stával stále umírněnějším. Byl jedním z prvních, kdo odsoudil zářijové masakry.
Grangeneuve byl 6. září 1792 znovuzvolen poslancem do Národního konventu za volební obvod Bouches-du-Rhône. Nyní jasně patřil k girondistické frakci útočící na pařížské radikály a na Marata. Dne 13. dubna 1793 obvinil stoupence Hory, že chtějí nastolit novou tyranii.
To vedlo k jeho pádu. Byl jedním z girondistů, kteří byli na přelomu května a června 1793 zatčeni. Podařilo se mu uprchnout do Bordeaux, ale v červenci byl prohlášen za psance a v prosinci 1793 na základě udání a zatčen a dne 21. prosince 1793 spolu se svým bratrem gilotinován.
Dnes je jeho jméno uvedeno na památníku Monument aux Girondins v Bordeaux. Jeho rodné město také po něm pojmenovalo ulici.